# Teatr Miejski w Bydgoszczy

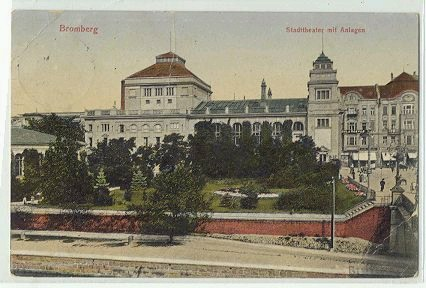
Teatr ze strony Brdy w 1909 roku

Teatr Miejski – dawny budynek teatru, istniejący w Bydgoszczy w latach 1896–1946.

## Położenie
Budynek stał przy Placu Teatralnym. Od północy sąsiadował z ulicą Focha w Bydgoszczy. Był jednym z wielu reprezentacyjnych obiektów publicznych Bydgoszczy przełomu XIX i XX w. oraz 1. połowy XX wieku.

## Historia
Historia teatru w Bydgoszczy sięga XVII wieku, kiedy w Kolegium Jezuickim wzniesiono specjalną salę teatralną ze sceną sukcesywną, zdolną pomieścić ok. 300 osób. Przedstawienia odgrywane przez uczniów organizowano przy okazji świąt kościelnych, oraz wizyt dostojników: królów, biskupów, starostów.
Natomiast pierwszy stały budynek teatru w Bydgoszczy wzniesiono na fundamentach rozebranego kościoła mariackiego karmelitów w 1824 r. Otwarcie obiektu nastąpiło 3 września 1824. Budynek teatru dwukrotnie odbudowywano po pożarach, do których doszło 30 sierpnia 1835 r. i 24 marca 1890 r., kiedy spłonął zbudowany w 1840 r. gmach z 320 miejscami na widowni. Ostatnia odbudowa wiązała się ze wzniesieniem w latach 1895–1896 monumentalnego, reprezentacyjnego gmachu według projektu berlińskiego architekta, królewskiego radcy budowlanego Heinricha Christiana Seelinga (1852-1932). Architekt uznawany za specjalistę od budowy teatrów w Niemczech opracował projekt oraz kierował budową teatru w Bydgoszczy. Do miasta ściągnął go miejski radca budowlany Carl Meyer, który w 1891 r. odbył specjalną podróż po Niemczech w celu zapoznania się z nowymi gmachami teatralnymi.
Ogólne założenia programu budynku teatralnego opracował Meyer, zaś projekt wykonał Heinrich Seeling. Gmach został zaprojektowany na 800 miejsc, mieszcząc się w kosztach ok. 450 tys. marek. Wykonawcą została znana w Bydgoszczy firma H. Jenisch & Scheithauer. Prace budowlane ukończono pod koniec 1896 r.
Pierwsze przedstawienie 3 października 1896 r. obejrzał cesarz Niemiec Wilhelm II, a kilka lat później powstał obiekt w Berlinie na podobieństwo teatru bydgoskiego. Gmach teatru okazał się udaną realizacją, o dobrej lokalizacji, dzięki czemu szybko wtopił się w krajobraz miasta.
Czas istnienia nowego gmachu teatralnego (1895-1945) przypadł na dwie epoki: niemiecką (1895-1919) i polską (1920-1939).

### Okres niemiecki 1895-1919
W okresie zaboru w teatrze wystawiano wyłącznie sztuki niemieckie (było to jednym z warunków finansowania budowy przez władze państwowe). Nowy gmach teatru stworzył nowe perspektywy i oprawę dla wystawiania sztuk; wobec czego przyjeżdżały do Bydgoszczy niejednokrotnie sławy kulturalnej Europy. Na przełomie XIX/XX w. personel teatru tworzyło 46 aktorów, 31 osób obsługi technicznej i biurowej oraz orkiestra. Wśród sztuk teatralnych znajdowały się dzieła Goethego, Schillera, Szekspira, Kleista, Calderona, Hauptmanna, Ibsena, Sardou i innych. Oprócz przedstawień dramatycznych, tragedii, komedii i fars wystawiano również sztuki muzyczne: opery (m.in. cały cykl Wagnera), operetki i koncerty wybitnych wykonawców np. Richarda Straussa (1899), orkiestry z mediolańskiej „La Scali” (1899), Edwarda Straussa (syna słynnego Johanna) z orkiestrą (1899, 1900) i innych.

### Okres polski 1920-1939

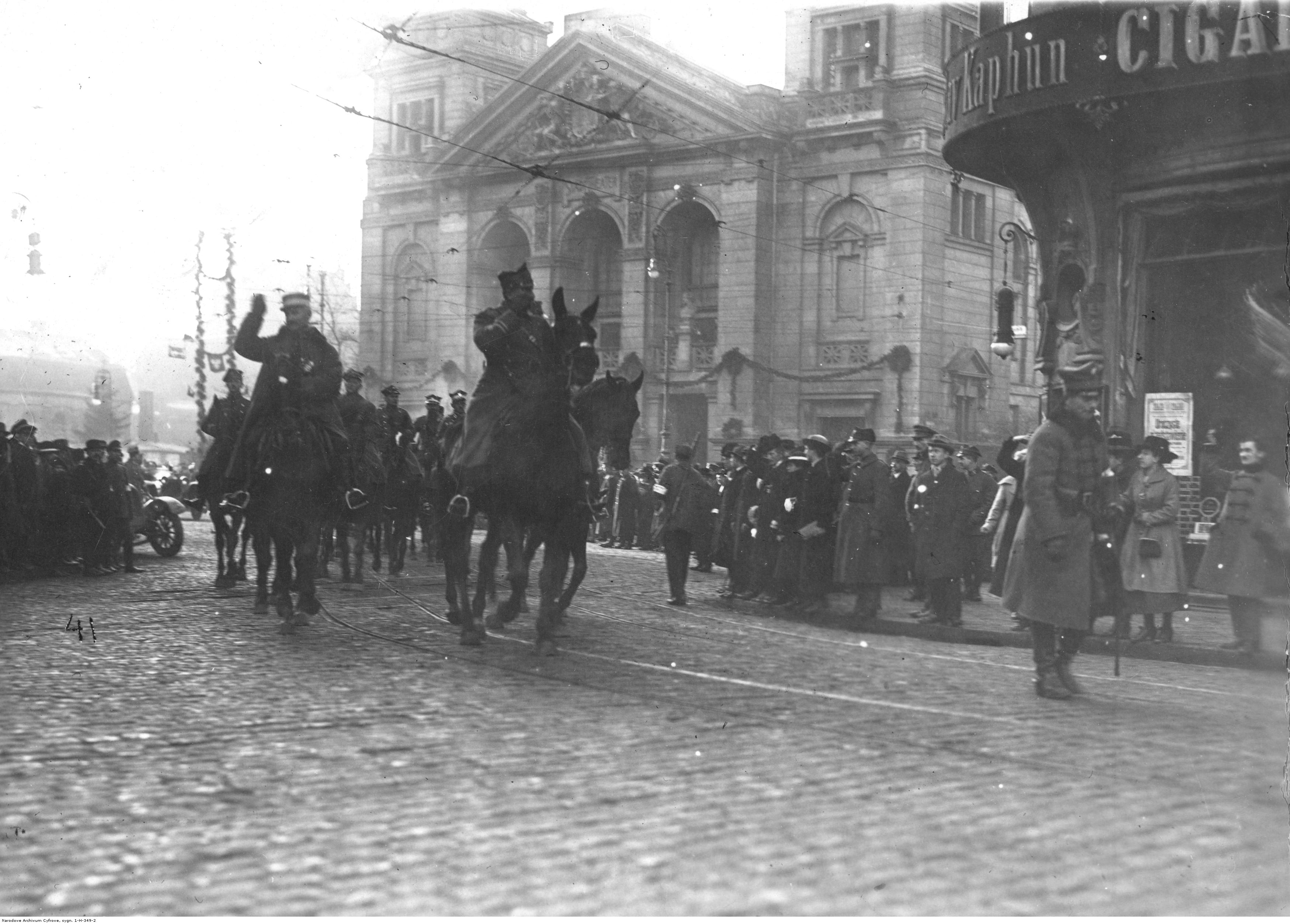
Generał Józef Dowbor-Muśnicki z wojskiem przejeżdza przez plac Teatralny (20 stycznia 1920).

W okresie międzywojennym Teatr Miejski był najważniejszą instytucją kulturalną w mieście. Pierwsze polskie przedstawienie odbyło się 5 grudnia 1919 r. Stanowisko dyrektora objął wówczas Ludwik Dybizbański. Po nim stanowisko dyrektora przez dwa lata pełniła znana aktorka Wanda Siemaszkowa, która preferowała sztuki ambitne i patriotyczne. Kolejnymi dyrektorami byli Józef Karbowski oraz Karol Benda. Jednak złoty czas teatru bydgoskiego nastąpił po 1927 r., gdy dyrektorem został Władysław Stoma. Na deskach teatru występowali najznamienitsi polscy aktorzy. W rekordowych latach liczba przedstawień teatralnych przekraczała 350 spektakli w roku (w sezonie 1935/36 – 371 przedstawień, na które sprzedano 197 702 bilety). Wystawiano nie tylko ambitne sztuki dramatyczne, ale również przedstawienia dla dzieci, oraz sztuki popularne szczególnie wyczekiwane przez publiczność, w tym opery, operetki i rewie. W tym czasie na scenie występowali m.in. Ludwik Solski, Stefan Jaracz, Mieczysława Ćwiklińska, Kazimierz Junosza-Stępowski, Stanisława Wysocka oraz Hanka Ordonówna. Teatr funkcjonował w tym czasie jako instytucja prywatna, a jego ostatnim polskim dyrektorem był Aleksander Rodziewicz.
Powodzenie sceny teatralnej przyczyniło się do nowych inwestycji. W 1921 r. przeprowadzono remont wnętrza, zainstalowano nowe zapadnie, pomalowano kurtynę. W 1937 r. teatr uzyskał scenę obrotową, a przed budynkiem wykonano parking.
W gmachu teatru odbywały się wszelkie ważne dla miasta i jego mieszkańców uroczystości i akademie.
4 stycznia 1937 r. w jednym z jego pomieszczeń prezydent Leon Barciszewski zainaugurował swym przemówieniem działalność bydgoskiego Studia Rozgłośni Pomorskiej Polskiego Radia. Rok później teatrowi nadano imię Karola Huberta Rostworowskiego.

### Okres okupacji niemieckiej 1939-1945
W czasie II wojny światowej teatr objęli w posiadanie niemieccy aktorzy z Rygi, przesiedleni do Bydgoszczy na mocy paktu Ribbentrop-Mołotow. W tym czasie zorganizowano scenę kameralną (w miejscu funkcjonowania obecnego teatru), a w sezonie 1943/44 również scenę lalek. Ze względu na proklamowanie wojny totalnej, w sezonie 1944/45 teatr został zamknięty dla publiczności.

### Zniszczenie budynku teatru 1945-1946
Kres istnienia budynkowi teatru przyniósł rok 1945. Podczas walk o wyzwolenie miasta gmach został trafiony pociskami, a następnie spaliło się wnętrze obiektu. Decyzję wyburzenia nadającego się do odbudowy Teatru Miejskiego podjął ówczesny wiceprezydent miasta Jagniewski. Ostatecznie gmach rozebrano wiosną 1946 r., a teren po wyburzonym teatrze przeznaczono na zieleniec.
Nowy teatr o skromniejszym wizerunku architektonicznym wzniesiono w latach 1948–1949 w Śródmieściu. Aby uzyskać dotację Ministerstwa Kultury i Sztuki, przedsięwzięcie prowadzono oficjalnie jako rozbudowę dawnego niemieckiego teatru „Elysium”. Stąd wynikła nowa lokalizacja teatru, zamiast w dawnym miejscu przy Placu Teatralnym.

## Architektura
Gmach Teatru Miejskiego składał się z dwóch części: w pierwszej mieściła się widownia, w drugiej scena wraz z szeregiem pomieszczeń pomocniczych. Wejście główne prowadziło do westybulu, gdzie znajdowała się kasa oraz przejścia do klatek schodowych. Schody wewnętrzne prowadziły na pierwsze piętro, natomiast w wieżach bocznych znajdowały się schody prowadzące na drugą kondygnację balkonów. Zarówno na parterze, jak i na piętrze znajdowały się obszerne foyer. Przedstawienia w teatrze mogło oglądać jednocześnie ponad 800 widzów (z tego 777 miejsc siedzących).
Rozmieszczenie miejsc na widowni wyglądało następująco:
- parter mieścił 333 miejsca rozmieszczone amfiteatralnie,
- dolny balkon 163 miejsca,
- tył widowni 117 miejsc,
- górny balkon 116 miejsc,
- galeria nad balkonem 70 miejsc.

W skrzydłach bocznych znajdowały się dodatkowo loże – po cztery z każdej strony.
Do wystroju wnętrza, dla nadania mu bardziej reprezentacyjnego charakteru użyto płaskorzeźb E. Westphala, a także zawieszono ogromny kryształowy żyrandol. Bardzo wytworne były również wnętrza foyer: marmurowe posadzki, kryształowe żyrandole, ozdobne kinkiety.
Elewacje skomponowane zostały w stylu historycznym, eklektycznym, nawiązującym do motywów nowożytnych i klasycystycznych. Nowatorskim rozwiązaniem było wkomponowanie dwóch wież flankujących, przestających ponad portal. We wnękach drugiej kondygnacji fasady ustawiono rzeźby Goethego i Schillera. Całość wieńczył trójkątny fronton z tympanonem, w którym umieszczono rzeźby Westphala, m.in. tarczę z orłem pruskim trzymającym w szponach herb miasta oraz postaciami alegorycznymi. Nad całością budowli górowała część gmachu mieszcząca scenę.
Od strony Brdy wykonano dodatkowo restaurację „Teatralną” oraz lokale handlowe. Na pobliskim skwerze w 1910 ustawiono posąg Łuczniczki – obecnie uznawany za jeden z symboli Bydgoszczy.